# Trähus

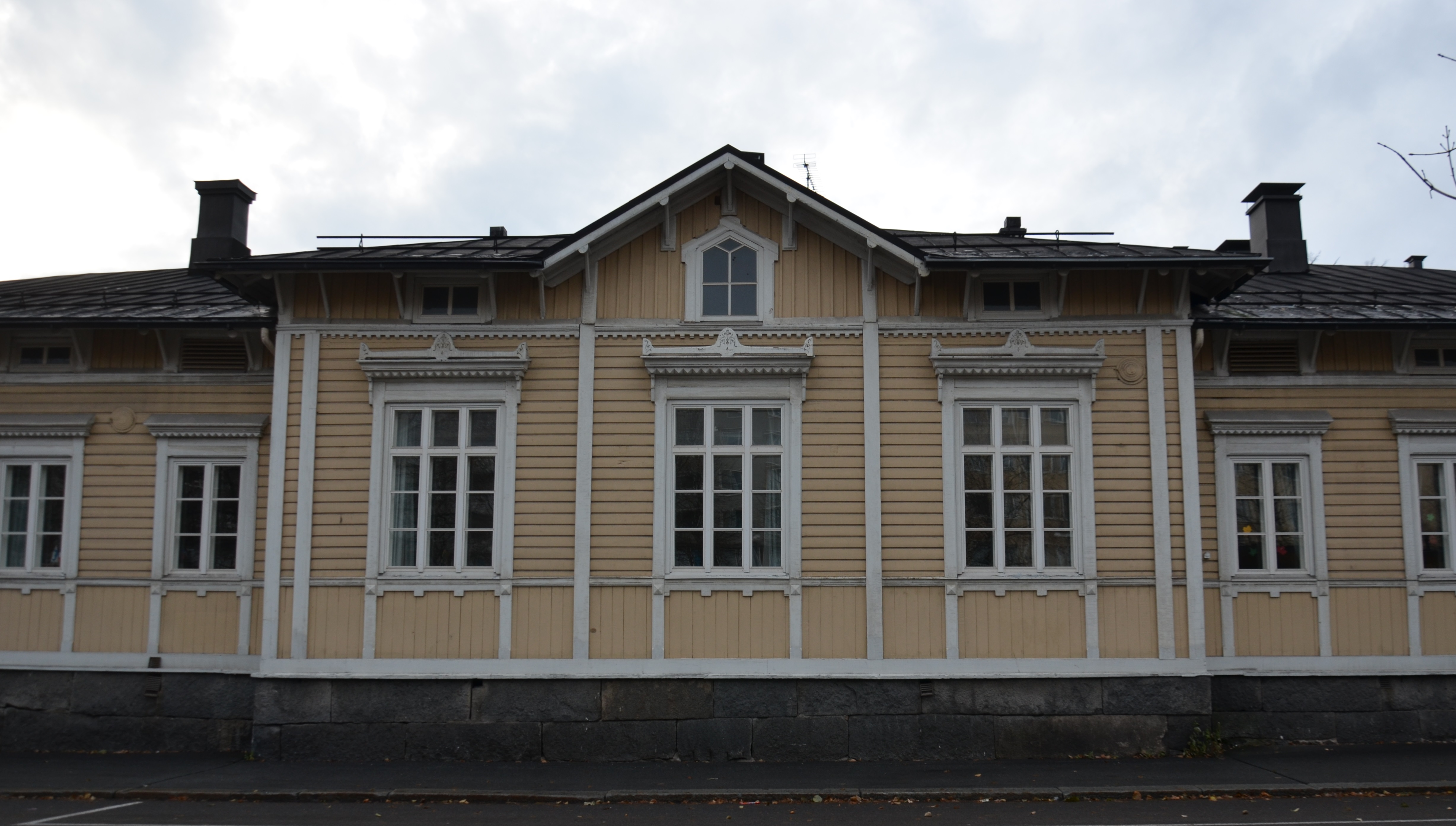
Annex till Alexanderskolan i Tammerfors i Finland.

Med trähus avses vanligen ett hus som har en stomme av trä. Också fasaden kan även den vara av trä, men även av annat material, som tegel, puts, betong, plast, glas eller plåt. Stommen är vanligen en så kallad träregelstomme, men även trähus med stommar av massivträ eller i form av stockhus förekommer, eller av plankor med eller utan spont.
De hus som uppförs i form av trähus är för det mesta småhus i prefabrikation eller lösvirke, men också en del flervånings flerbostadshus har börjat byggas. Flervåningshus med trästomme var förbjudet att bygga i Sverige mellan 1874 och 1994, varpå funktionskrav infördes. Den här periodens förbud berodde på upprepade bränder i flera städer.  Undantaget var landshövdingehusen i Göteborg, som har första våningen i sten med två våningar av trä ovanpå.

## Trähusindustrin i Sverige
Trähusindustrin i Sverige omsatte 11,8 miljarder kronor och hade 6000 anställda 2008. Trähus är dominerande inom småhusproduktionen i Sverige och beräknas ha en marknadsandel på 80 procent.[källa behövs] Branschen organiseras i trähusgruppen inom branschorganisationen Trä- och möbelindustriförbundet där cirka 70 tillverkare av småhus, flerbostadshus, fritidshus samt friggebodar är medlemmar.[källa behövs] Trä- och möbelindustriförbundet arbetar bland annat med teknikutveckling, kvalitetsarbete och utbildning.
Det är lite dyrare att bygga höghus helt i trä, än med sedvanlig teknik och med betong, men lite bättre för miljön. Hälften av Sveriges bostäder byggs med en stomme av trä och vad gäller enfamiljshus är andelen 85-90 %. Beräkningar visar att det är möjligt att bygga höghus av trä med upp till 30 våningar. Vid fler våningar anses trä vara för lätt som byggmaterial.

## Trähus i Norge
En byggnad som vid invigningen var världens högsta trähus började byggas 2014 i Bergen. Det är 50 meter högt och har 14 våningar. Högst upp finns två betongskivor för att öka husets tyngd och motståndskraft mot mycket hård vind. Det stod färdigt i december 2015. 2019 invigdes världens högsta träbyggnad i Brumunddal – Mjøstårnet, 85,4 meter högt.

## Bildgalleri

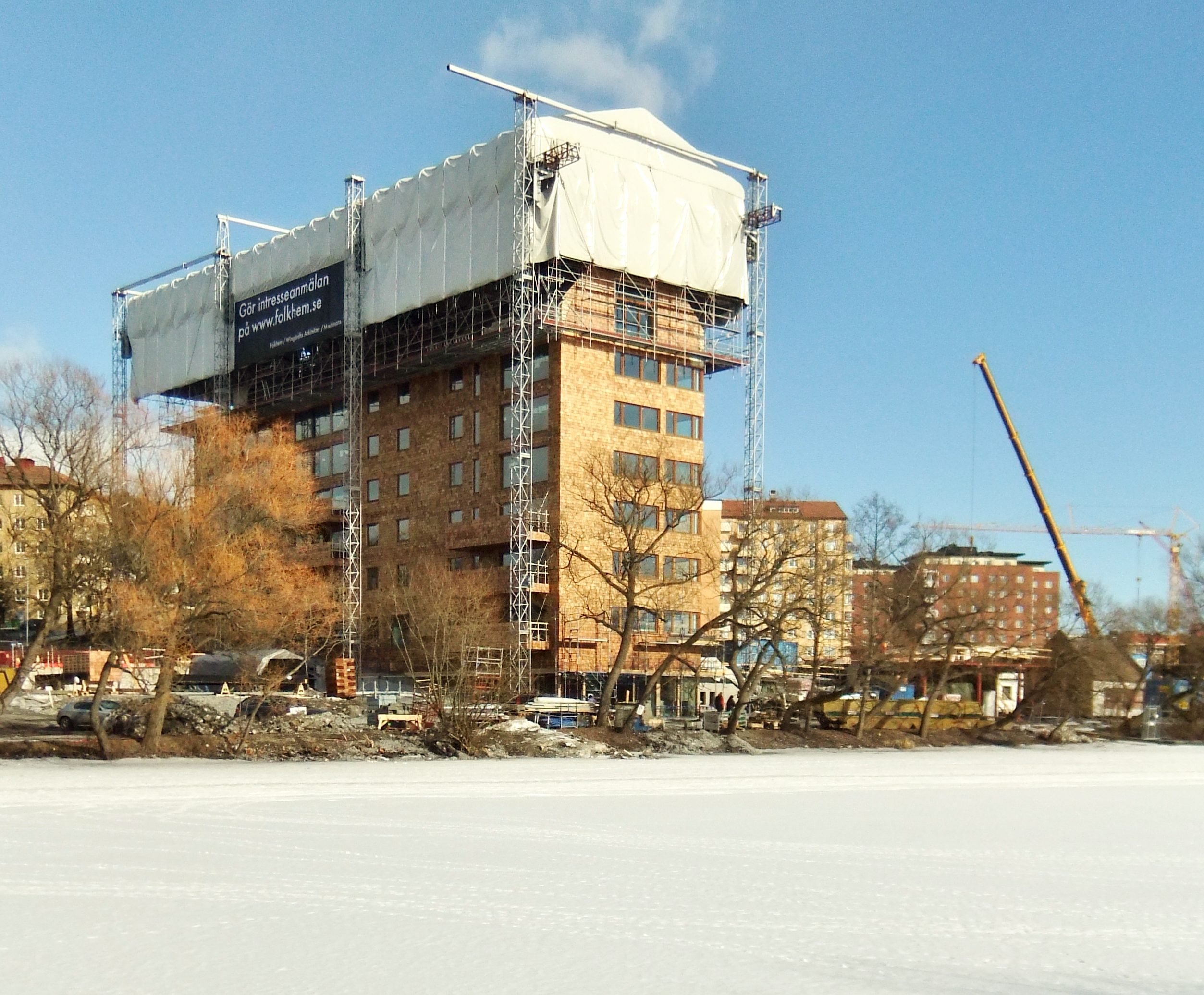
8-våningshus under byggnad i Sundbybergs kommun, Sverige 2013.
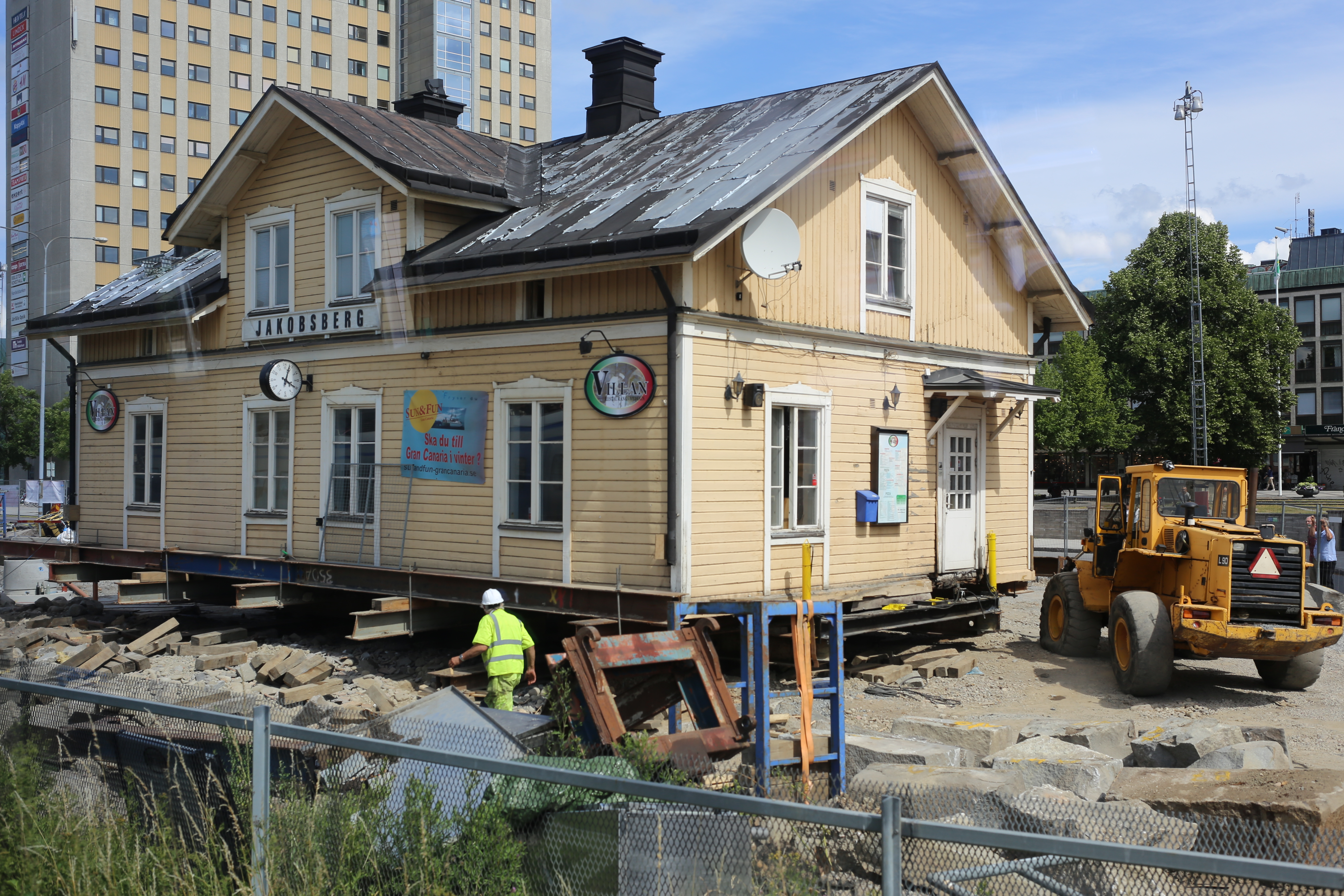
Förberedelse inför transport av Jakobsbergs gamla stationshus, Järfälla kommun, Sverige.
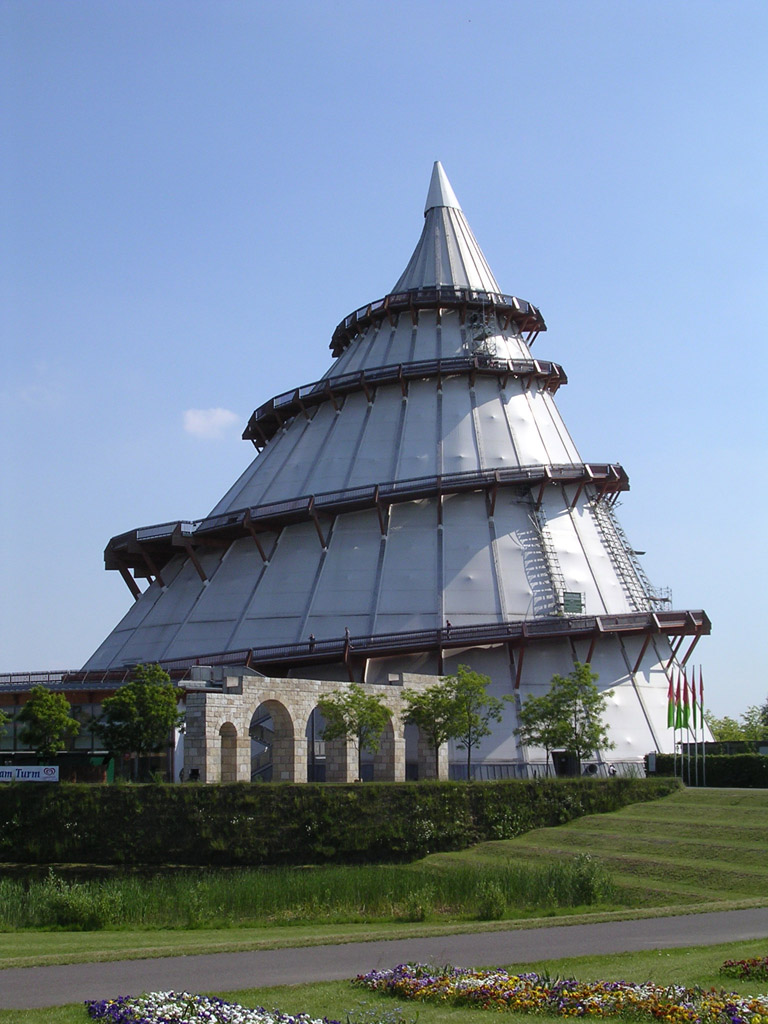
Torn byggt av trä i Magdeburg, Tyskland
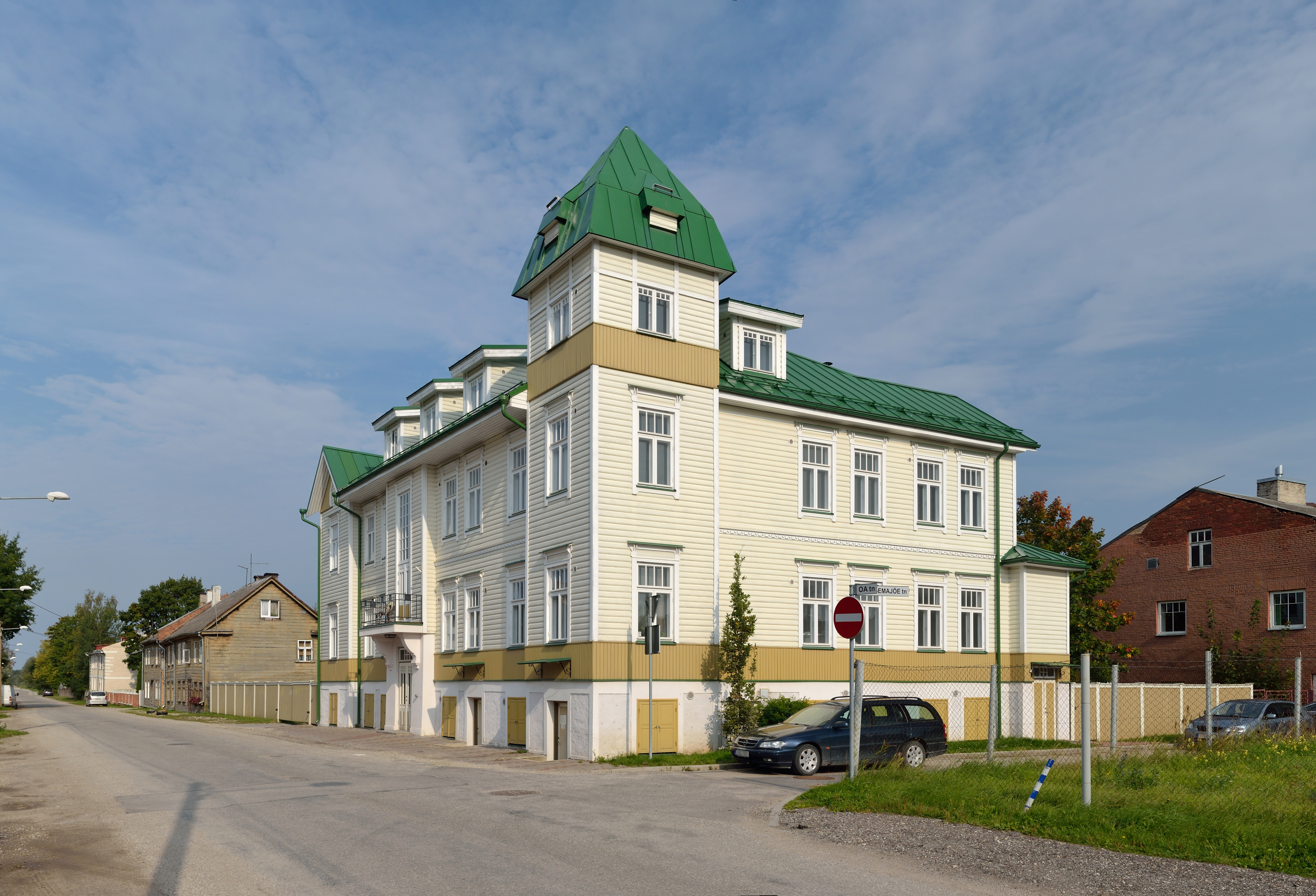
Ett trähus i Tartu, Estland
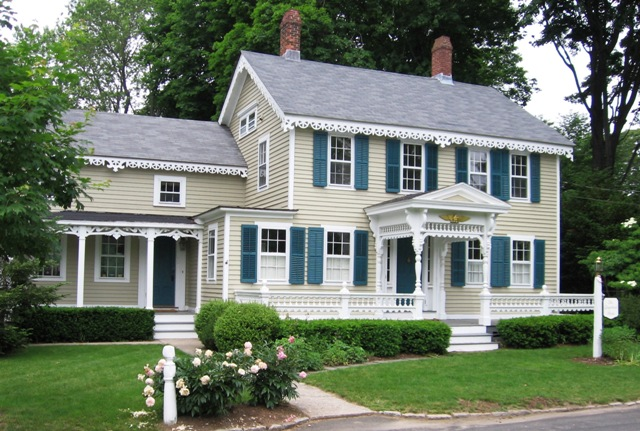
Ett trähus i Essex, Connecticut, USA